# Julius Plücker
Julius Plücker (Elberfeld, 16. kolovoza 1801. – Bonn, 22. svibnja 1868.), njemački matematičar i fizičar. Sveučilišni profesor u Bonnu (1828.), Berlinu (1832.) i Halleu (1834.). U svojim djelima Sistem analitičke geometrije (njem. System der analytischen Geometrie, 1835.) i Nova geometrija prostora (njem. Neue Geometrie des Raumes, I–II, 1869.) uveo je u geometriju homogene i pravčaste koordinate (Plückerove koordinate). Začetnik je promatranja prostora ne samo kao skupa točaka nego i kao skupa pravaca, odnosno skupa ravnina. Došao je do značajnih rezultata u teoriji algebarskih krivulja (Plückerove formule). U fizici su značajna njegova istraživanja električnog izboja u plinovima i katodnog zračenja.

## Geisslerova cijev
Geisslerova cijev je staklena cijev s utaljenim elektrodama, u kojima se pod sniženim tlakom nalazi neki plin (na primjer neon ili helij) ili smjesa plinova. Nazvane su prema njemačkom staklopuhaču Heinrichu Geissleru (1814. – 1879), koji ih je izrađivao po narudžbi njemačkoga fizičara Juliusa Plückera (zato su se katkad nazivale i Plückerovim cijevima). Pri visokom naponu nastaje između elektroda u cijevi električno izbijanje, a zbog ionizacije plina nastaju i svjetlosne pojave. Cijevi namijenjene istraživanju svjetlosnoga spektra u sredini su stanjene u kapilaru. Od Geisslerovih cijevi razvile su se svijetleće cijevi, koje služe za rasvjetu i danas se, oblikovane u slova, znakove ili likove, vrlo mnogo upotrebljavaju za izradbu svijetlećih natpisa, reklama i slično. Boja svjetlosti ovisi o vrsti i tlaku plina u cijevi te o vrsti i boji stakla, a postiže se i dodatkom para nekih metala, pa tako cijevi punjene neonom svijetle crveno, one punjene argonom i živinim parama plavo, a natrijevim parama žuto itd.